# Crkvina (Kruševac)
Crkvina (Servisch cyrillisch Црквина) is een plaats in de Servische gemeente Kruševac. De plaats telt 210 inwoners (2002).